# شینجی ماکی
شینجی ماکی (انگلیسی: Shinji Maki; ۲۶ سپتامبر ۱۹۳۴ – ۲۹ آوریل ۲۰۱۳) کمدین اهل ژاپن بود.